# صموئيل جي. بوتير
صموئيل جي. بوتير هو محامي وسياسي أمريكي، ولد في 29 يونيو 1753 في ساوث كينغستاون في الولايات المتحدة، وتوفي في 14 أكتوبر 1804 في واشنطن العاصمة في الولايات المتحدة. نشط حزبياً في الحزب الجمهوري الديمقراطي. وقد انتخب عضو مجلس الشيوخ الأمريكي ‏ عن دائرة Rhode Island Class 1 senate seat ‏ وقد انضم خلال فترته النيابية ‏ (4 مارس 1803 – 14 أكتوبر 1804) للكتلة البرلمانية الحزب الجمهوري الديمقراطي.